# Joaquim III de Constantinoble
Joaquim III de Constantinoble (en grec Ιωακείμ Γ') va ser Patriarca de Constantinoble de l'any 1878 al 1884 i del 1901 a 1912.
Va néixer a Istanbul l'any 1834 va rebre una molt bona educació. Va ampliar estudis a Viena i després va servir com a diaca a la Catedral patriarcal de Sant Jordi (1858-1861) i com a protosincel·le de Joaquim II. L'any 1878 va ser elegit patriarca de Constantinoble i durant el seu primer patriarcat va posar ordre a l'administració de l'Església i va millorar la seva situació financera. L'any 1880 va fundar la impremta del Patriarcat i la revista Veritat. Dos anys més tard va construir un edifici per la Gran Escola de la Nació, al districte de Fener i va finançar diverses escoles i institucions benèfiques. Quan va cessar, es va quedar inicialment a Constantinoble (1884-1889) i després se'n va anar al Mont Atos (1889-1901).
Durant el seu segon mandat, que es va iniciar l'any 1901, va resoldre alguns conflictes que l'Església Ortodoxa tenia amb l'Església Búlgara i la Sèrbia, i va enviar diverses cartes encícliques per resoldre conflictes teològics.